# Jerzy Popiełuszko

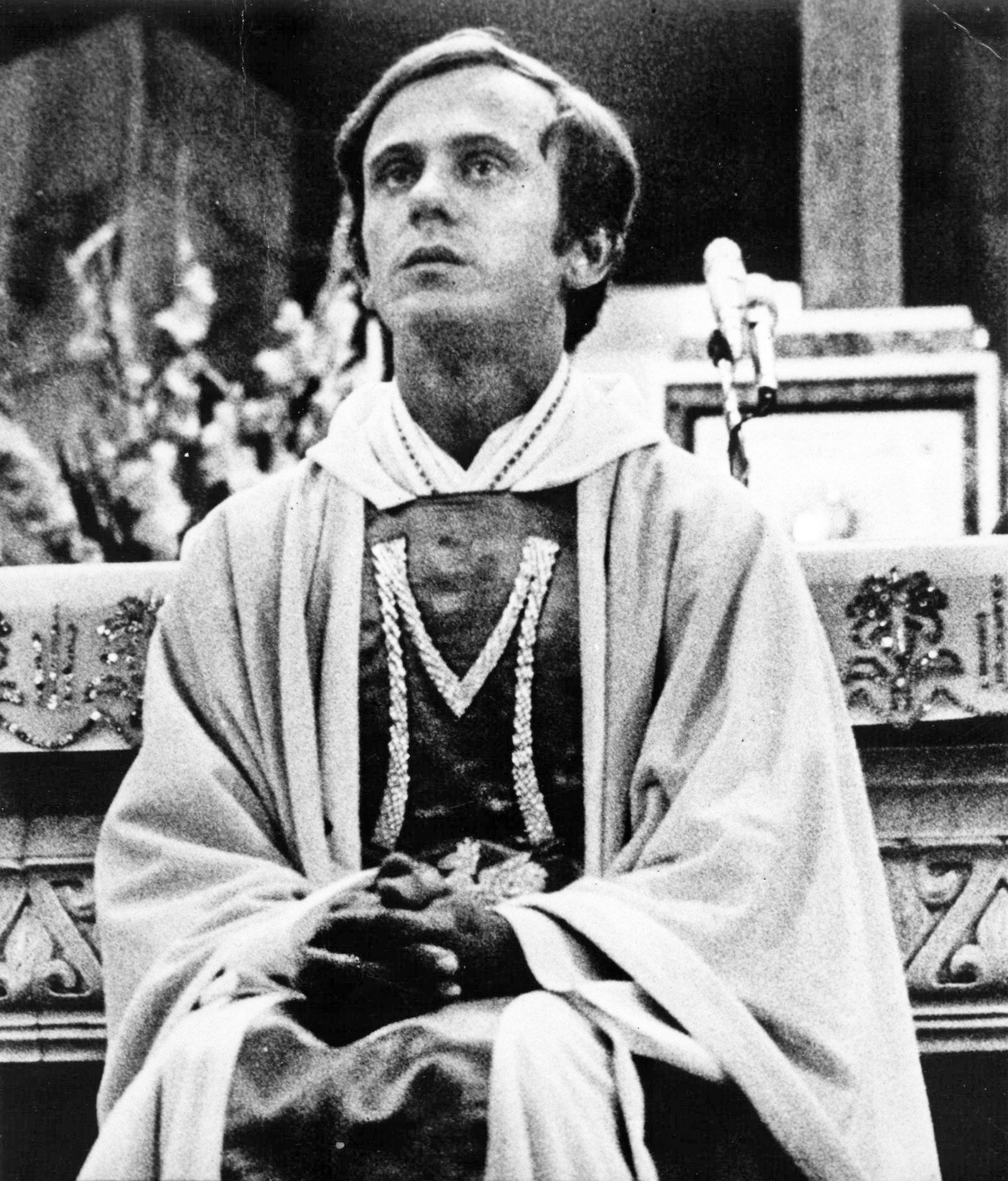
Jerzy Popiełuszko

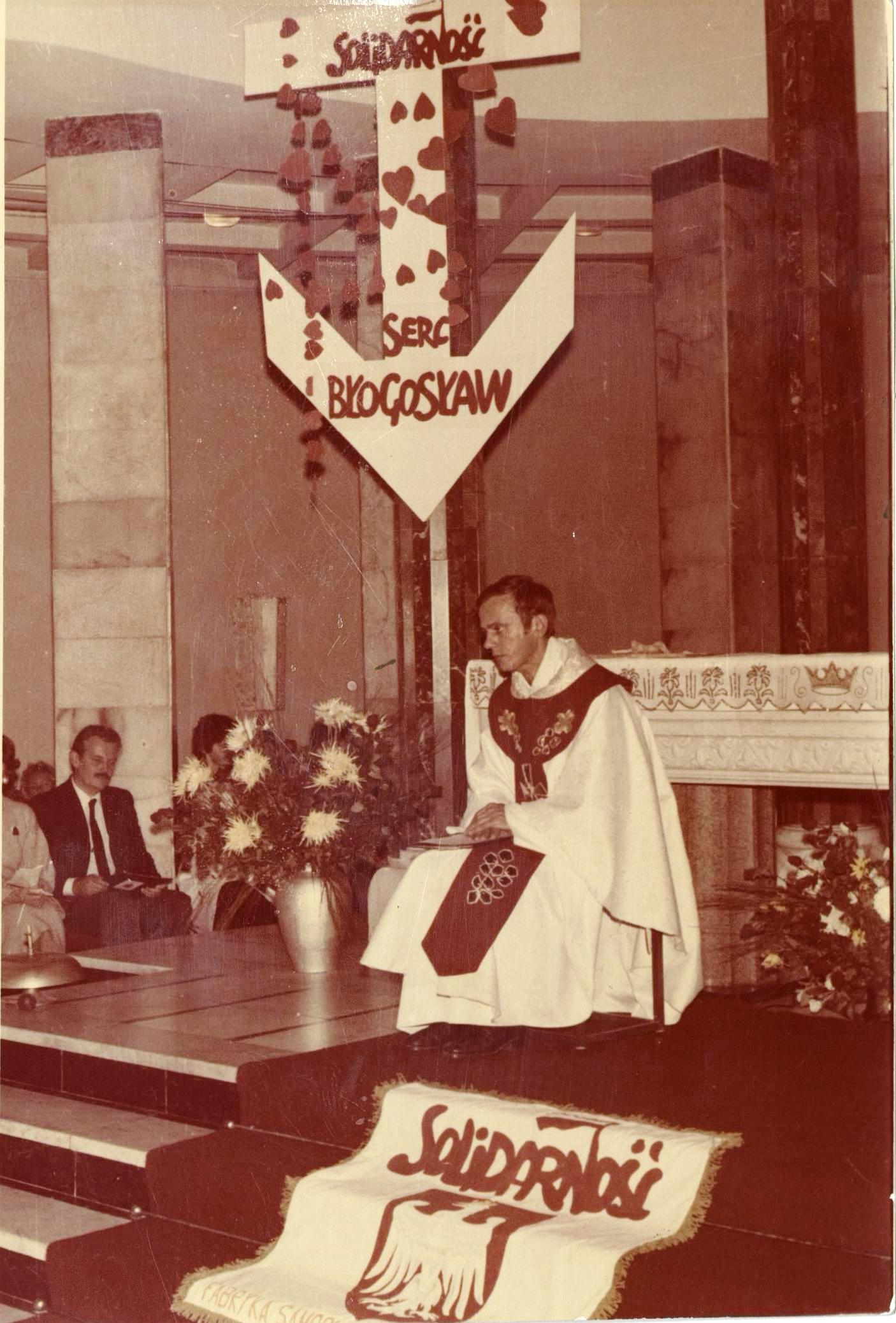

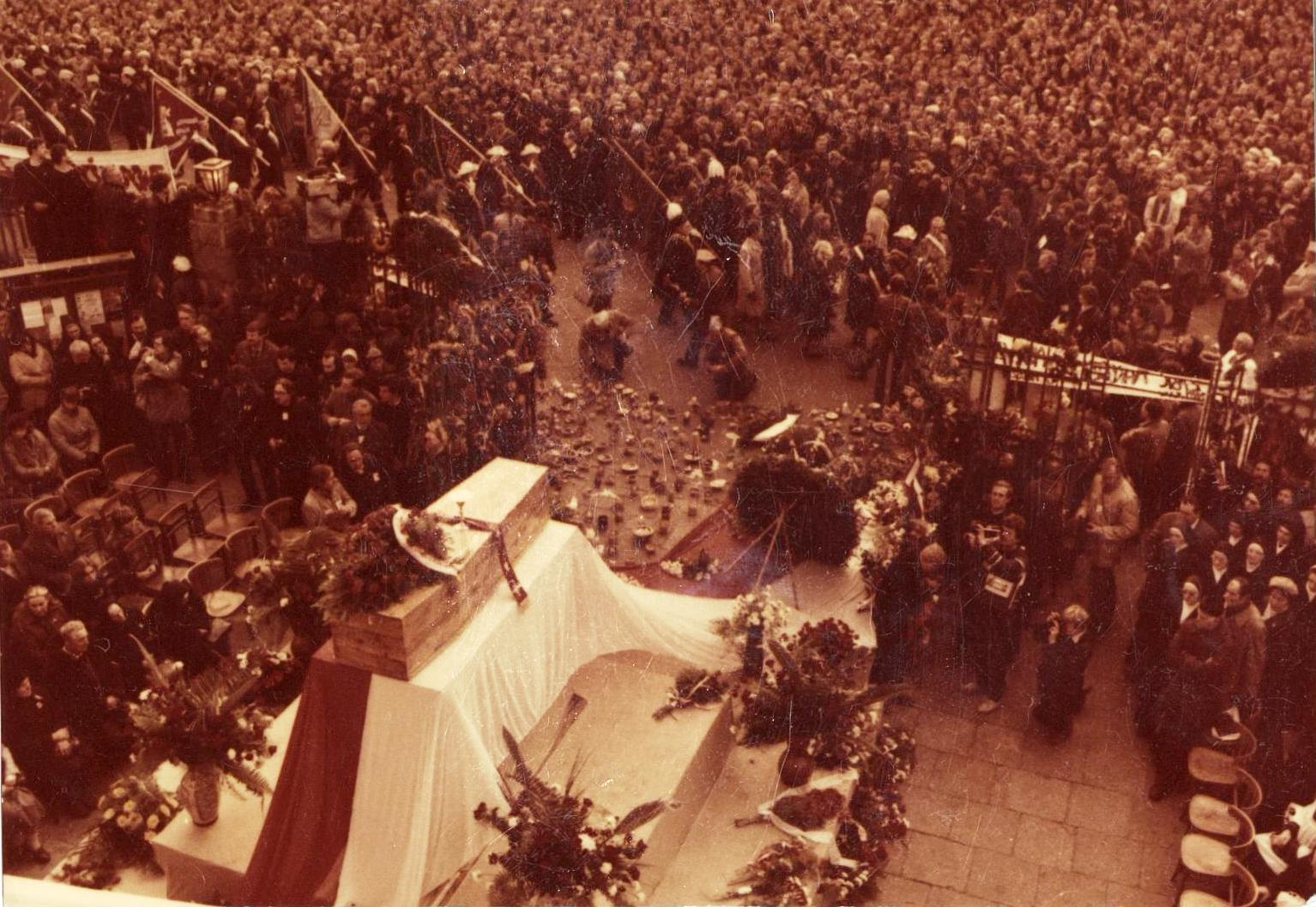
Beerdigung von Jerzy Popiełuszko

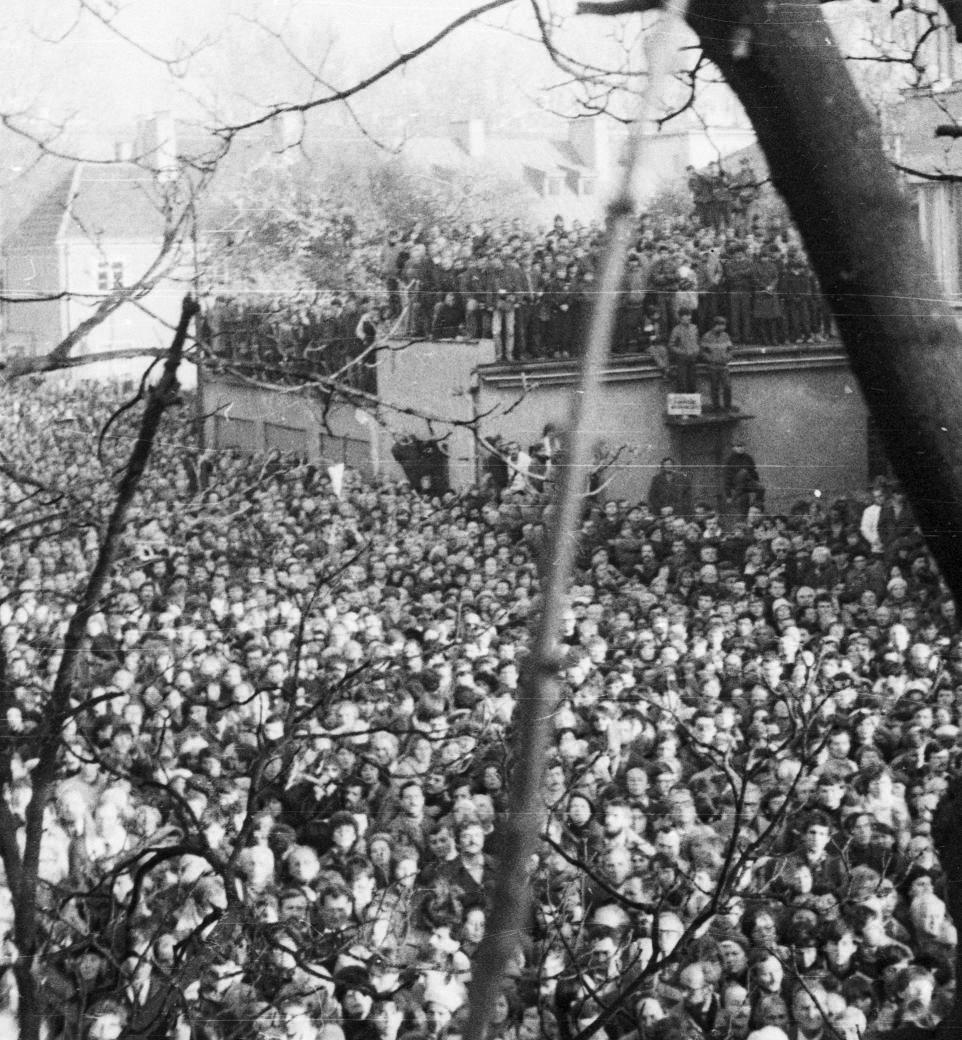
Beerdigung von Jerzy Popiełuszko

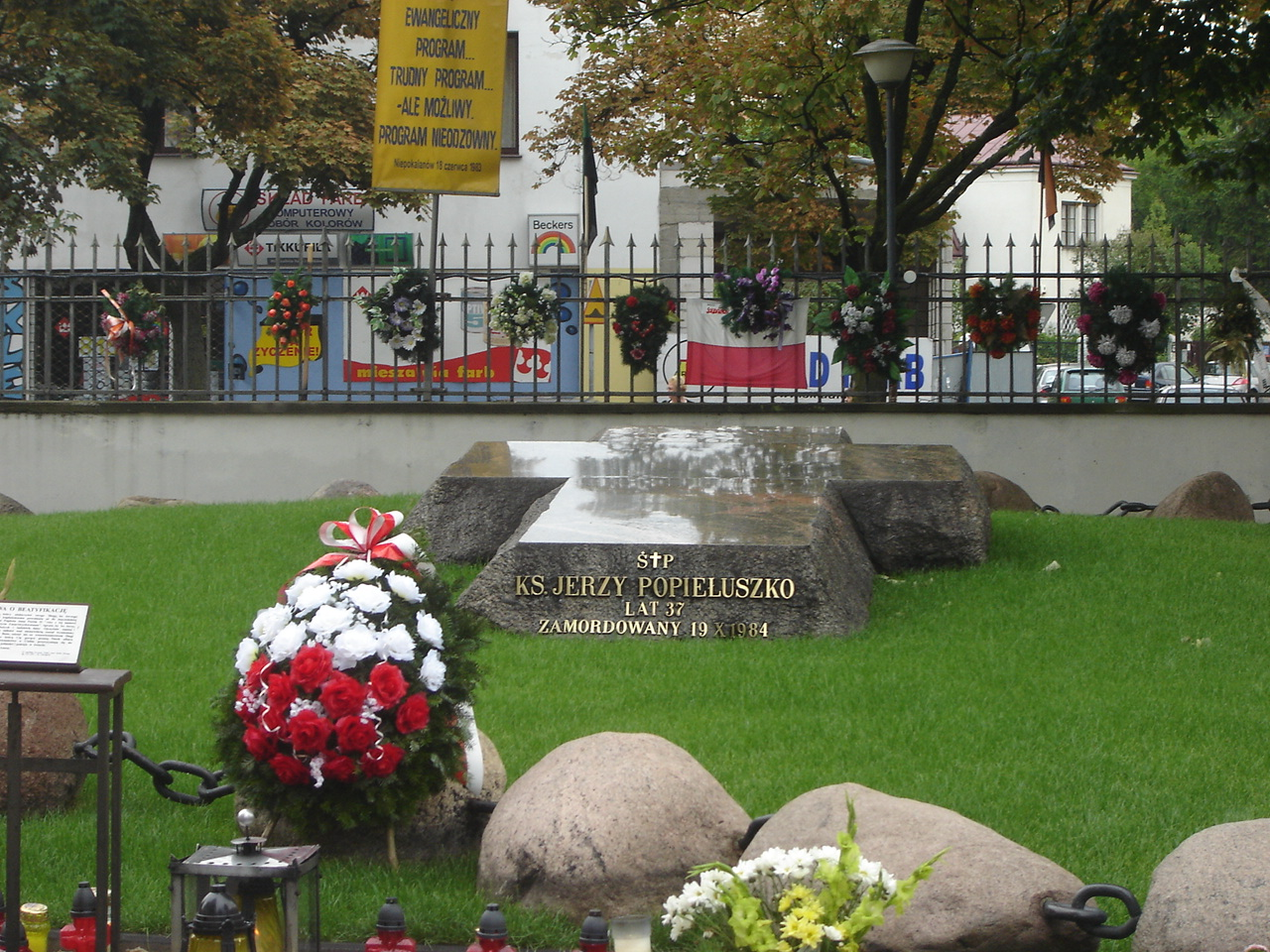
Grabstätte des Priesters Popiełuszko

Jerzy Aleksander Popiełuszko [ˈjɛʐɨ alεkˈsandεr popʲɛˈwuʂko] (* 14. September 1947 in Okopy als Alfons Popiełuszko; † 19. Oktober 1984 bei Włocławek) war ein polnischer römisch-katholischer Priester, der aufgrund seiner Unterstützung der Opposition um die Solidarność von Offizieren des polnischen Staatssicherheitsdienstes ermordet wurde. 2010 wurde er seliggesprochen.

## Leben
Popiełuszko wurde in Okopy geboren und im selben Jahr in Suchowola von Antoni Sawicki getauft. Er stammte aus einfachen dörflichen Verhältnissen und wuchs im ländlichen Podlachien im Nordosten Polens auf. Nach dem Gymnasium trat er ins Priesterseminar in Warschau ein. Den Wehrdienst musste er daher von 1966 bis 1968 in einer gefürchteten Sondereinheit für Priesteramtskandidaten in Bartoszyce ableisten. Nach mehreren Stellen in der Pfarrseelsorge wurde er Studentenseelsorger.
Während der 1980 geführten Streiks wurde Popiełuszko, damals im Amt eines Kaplans, als Seelsorger zur Unterstützung der Warschauer Stahlarbeiter eingesetzt. Nach dem Verbot der Gewerkschaft Solidarność wurde seine Sankt-Stanisław-Kostka-Gemeinde zum Sammelbecken für oppositionelle Bürgerrechtler. In seinen Predigten kritisierte er scharf das damalige kommunistische Regime in Polen, das 1981 verhängte Kriegsrecht und das Verbot der Gewerkschaft Solidarność. Seine monatliche „Messe für das Vaterland“ fand so regen Zulauf, dass sie mit Lautsprechern ins Freie übertragen wurde. Wie viele andere polnische Kirchengemeinden unterstützte Popiełuszkos Gemeinde die Familien der Regimegegner, die ihren Arbeitsplatz verloren hatten oder im Gefängnis saßen. Hilfsgüter erhielt die Gemeinde unter anderem von der Internationalen Gesellschaft für Menschenrechte. Diese Kontakte sah die polnische Staatsführung als „staatsfeindliche Verbindungen“ an. Folgen waren Bespitzelung, Bedrohung und Verhöre. Im Dezember 1983 wurden Popiełuszko bei einer Durchsuchung seiner Wohnung u. a. Sprengstoff, Granaten und Munition untergeschoben. Aufgrund dieser fingierten Beweise wurde er wegen Sabotage verhaftet, bald aber auf Druck der Öffentlichkeit und auf Intervention des Bischofs Bronisław Dąbrowski beim Innenminister Czesław Kiszczak freigelassen und anschließend im Rahmen einer Amnestie begnadigt.
Am 13. Oktober 1984 scheiterte ein Anschlag durch den Sicherheitsdienst mittels eines Steinwurfs auf sein vorbeifahrendes Auto.
Am 16. Oktober 1984 bot ihm der damalige Primas Józef Glemp einen Studienaufenthalt in Rom an, den er ablehnte.
Am 19. Oktober 1984 stoppten drei Offiziere des polnischen kommunistischen Staatssicherheitsdienstes Służba Bezpieczeństwa unter Leitung von Grzegorz Piotrowski seinen Wagen bei Toruń (Thorn) und entführten ihn. Sie schlugen ihn mit Fäusten und Holzknüppeln, banden Steine an seine Füße und ertränkten ihn im Weichsel-Stausee bei Włocławek. Dort wurde seine Leiche am 30. Oktober gefunden.
Die Täter, Grzegorz Piotrowski, Leszek Pękala und Waldemar Chmielewski, wurden entdeckt, da der Fahrer des Priesters fliehen konnte und sich das Autokennzeichen gemerkt hatte. Die Öffentlichkeit reagierte auf den Fund der Wasserleiche aufgebracht.
Die Beerdigung am 3. November 1984 in seiner St.-Stanisław-Kostka-Gemeinde in Warschau, an der 800.000 Menschen teilnahmen, wurde zu einer Demonstration gegen die kommunistische Staatsmacht.
Die Regierung von General Wojciech Jaruzelski ließ den Tätern den Prozess machen. In dessen Verlauf forderte die Staatsanwaltschaft für den Haupttäter sogar die Todesstrafe. Es gab jedoch Urteile zwischen 10 und 25 Jahren Haft, die später gemildert wurden. Zudem erklärten die Richter damals, Hintermänner habe es keine gegeben. Erst im Jahr 2004 wurden Dokumente veröffentlicht, nach denen Jaruzelski bereits 1984 seinen ehemaligen Innenminister und Mitglied des Zentralkomitees General Mirosław Milewski als Drahtzieher verdächtigte, der sich jedoch auf den mächtigen sowjetischen Geheimdienst KGB stützen konnte. Trotzdem gilt die schnelle Aufklärung der Tat als einer der „letzten Sargnägel für das kommunistische Regime in Polen“.

## Nachleben
Die Entführung und Ermordung von Popiełuszko wurde zum Symbol des Widerstandes, der politischen Rolle der katholischen Kirche und der Brutalität des Sicherheitsapparates in der damaligen Volksrepublik Polen.
Sein Grab besuchten bis 2009 etwa 24 Millionen Pilger, darunter Johannes Paul II., Benedikt XVI., George H. W. Bush und Margaret Thatcher.
Am 8. Juli 1997 leitete Papst Johannes Paul II. den Seligsprechungsprozess für Jerzy Popiełuszko ein. Papst Benedikt XVI. sprach sich für eine Beschleunigung des Verfahrens aus und erkannte ihm durch ein Dekret am 19. Dezember 2009 den heroischen Tugendgrad zu. Am 6. Juni 2010 wurde Popiełuszko auf dem Piłsudski-Platz in Warschau vor etwa 100.000 bis 250.000 Gläubigen und in Anwesenheit seiner Mutter Marianna Popiełuszko durch Papst Benedikt XVI., vertreten von Pro-Präfekt Erzbischof Angelo Amato, als Märtyrer seliggesprochen.
Seit dem 13. Juli 1986 wird Jerzy Popiełuszko in der Kapelle der „Schwarzen Madonna“ in Illdorf (Bayern) verehrt.
Seit 2015 besteht das Museum des Martyriums des Seligen Priesters Jerzy Popiełuszko in Włocławek.

## Werk
- Jerzy Popieluszko; Franciszek Blachnicki (Übersetzer und Hrsg.): An das Volk: Predigten und Überlegungen 1982–1984, Erb, Düsseldorf, ISBN 3-88458-098-1.

## Film
- 1988: Der Priestermord (To Kill A Priest) – Regie: Agnieszka Holland
- 2009: Popieluszko. Die Freiheit in uns (Popiełuszko. Wolność jest w nas) – Regie: Rafał Wieczyński[14]

## Bildende Kunst
Der Düsseldorfer Bildhauer Bert Gerresheim schuf 1985 eine Johannes-von-Nepomuk-Statue mit dem Gesicht von Popiełuszko, sowie 2007 das Popiełuszko-Denkmal in Warschau.